# Ritterwanze

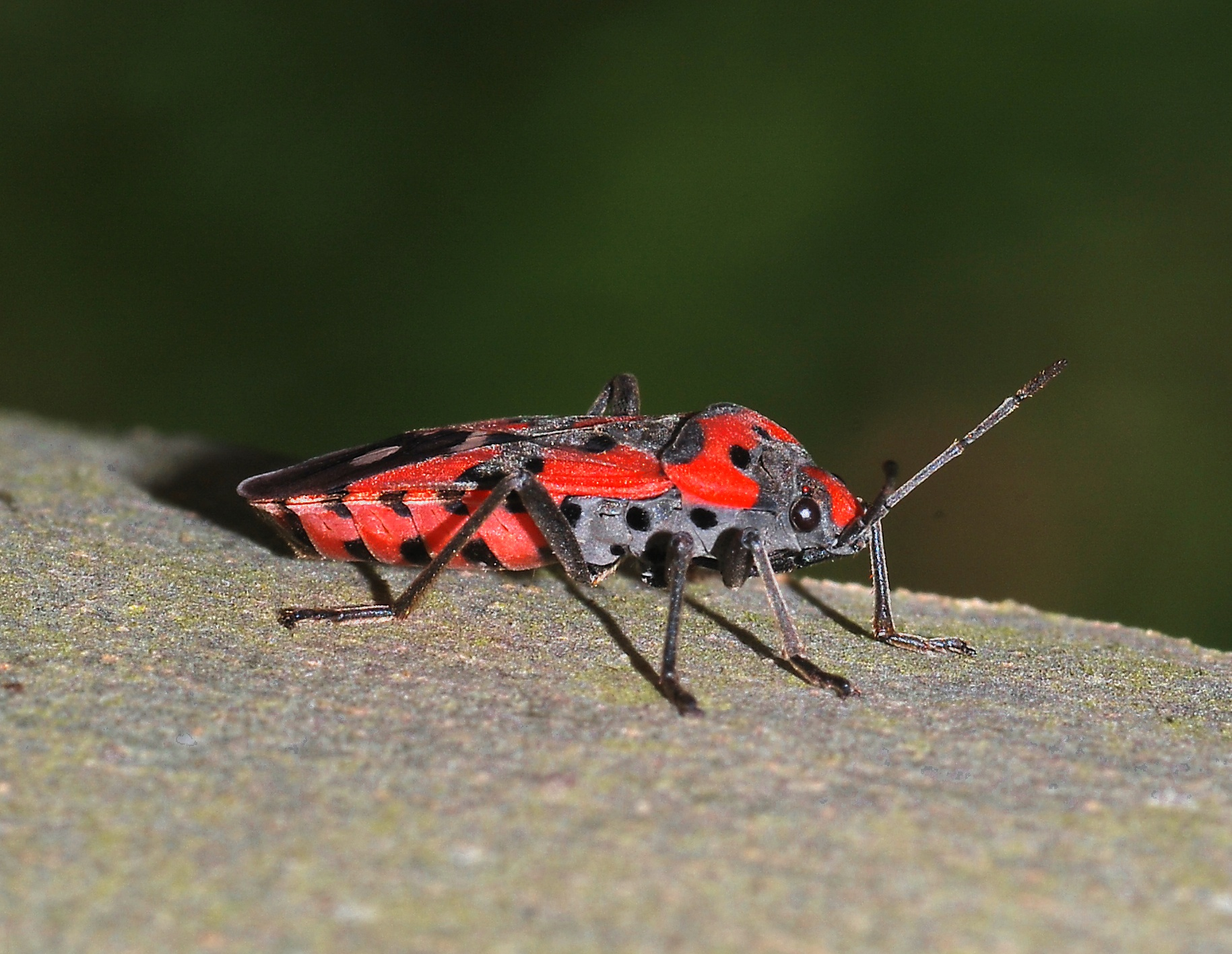
Seitenansicht

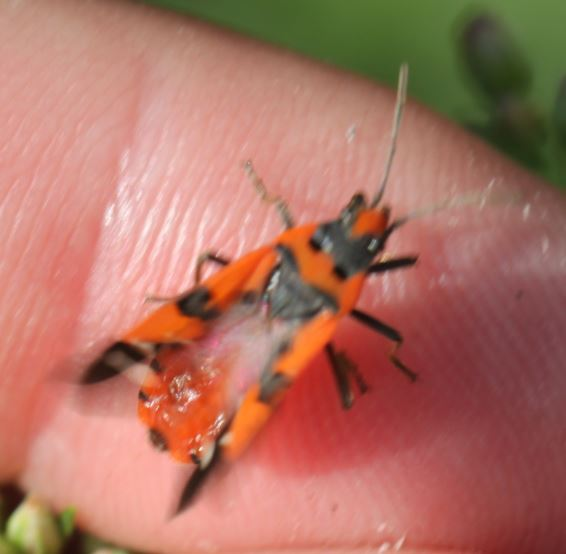
Beim Abflug, Oberseite des Hinterleibs sichtbar

Die Ritterwanze (Lygaeus equestris) ist eine der in Mitteleuropa häufigsten Wanzenarten aus der Familie der Bodenwanzen (Lygaeidae). Die Ritterwanze war 2007 in Deutschland und Österreich das Insekt des Jahres.

## Merkmale
Ritterwanzen sind ausgewachsen etwa elf bis zwölf Millimeter lang. Man erkennt sie an der rot-schwarzen Zeichnung ihrer Körperoberfläche, den voll ausgebildeten Flügeln und den langen, kräftigen Beinen. Die schwarzen Flecken der Oberseite bilden ein an ein Ritterkreuz erinnerndes Muster, worauf der deutsche Name dieser Wanze Bezug nimmt. Kennzeichnend ist ferner je ein kreisrunder weißer Fleck auf den Membranen, der für Wanzen charakteristisch ausgebildeten Vorderflügel (Hemielytren). Da sich die Membranen überlappen, erscheinen diese zu einem einzigen Fleck vereinigt.
Sie können mit der Gemeinen Feuerwanze (Pyrrhocoris apterus) und der 1985 erstmals beschriebenen Verkannten Ritterwanze (Lygaeus simulans) verwechselt werden.

## Verbreitung und Lebensraum
Die Art ist von Südengland bis nach Sibirien und von Mittelschweden bis zum Mittelmeerraum verbreitet. Nördlich der Mittelgebirge ist sie seltener. Man findet diese Art häufig in wärmeren Lagen auf Trockenrasen, in lichten Wäldern, an Gebüschen und auf Ruderalflächen. Die Tiere laufen oft gesellig auf dem Boden umher oder aber klettern an Pflanzen.

## Lebensweise
Die rot-schwarze Zeichnung der Ritterwanzen hat eine abschreckende Wirkung und dient dem Schutz der Tiere. Größere Ansammlungen solcher Arten erhöhen die abschreckende Signalwirkung gegenüber Räubern. Wie viele Wanzen, ernährt sich die Ritterwanze von Pflanzensäften. Sie lebt insbesondere an Schwalbenwurz (Vincetoxicum hirundinaria), Frühlings-Adonisröschen (Adonis vernalis) und zuweilen auch an Löwenzahn. Durch die Speicherung beziehungsweise Umwandlung der giftigen Inhaltsstoffe ihrer Nahrungspflanzen werden sie für potenzielle Fressfeinde ungenießbar.
Die Partnerfindung erfolgt durch Laute, die für das menschliche Ohr kaum zu hören sind. Der Paarungsakt kann bis zu 24 Stunden dauern. Die Eier werden in der lockeren Bodenstreu abgelegt. Die Tiere werden etwa ein Jahr alt und überwintern im Erwachsenenstadium.

## Entwicklungsstadien
Auf den folgenden Bildern sind mehrere Entwicklungsstadien der Ritterwanze als Nymphe zu sehen.

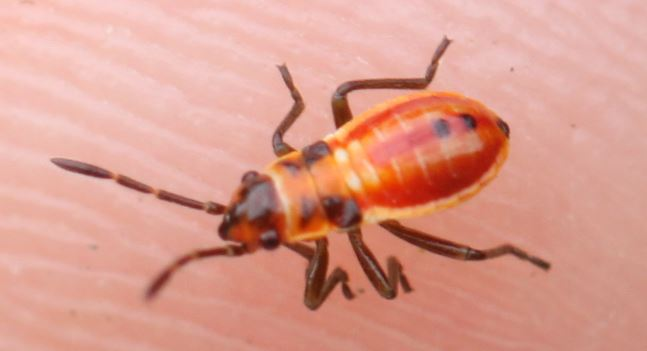
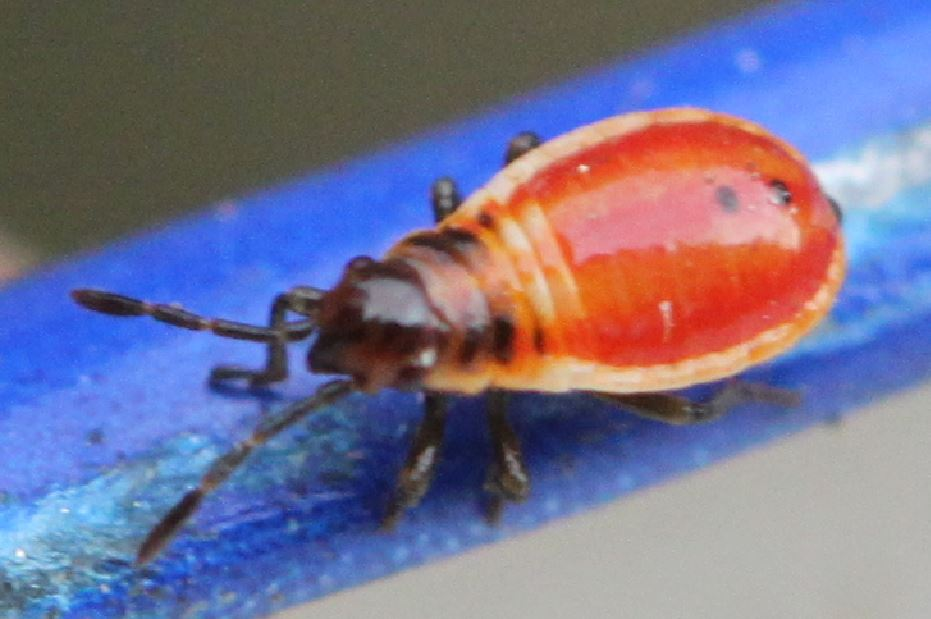
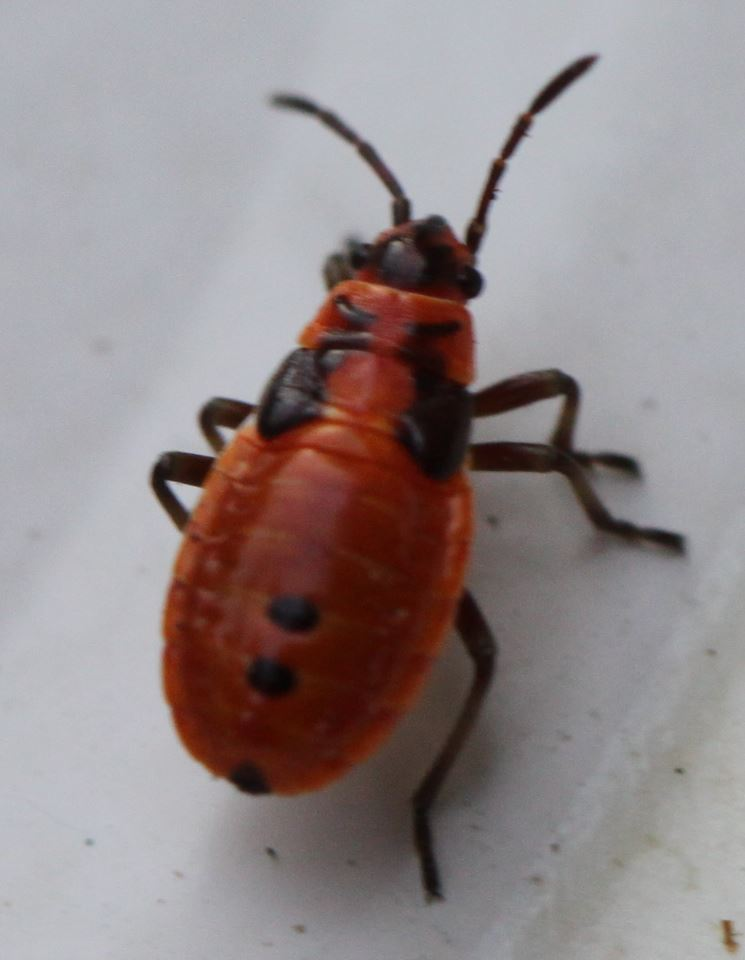
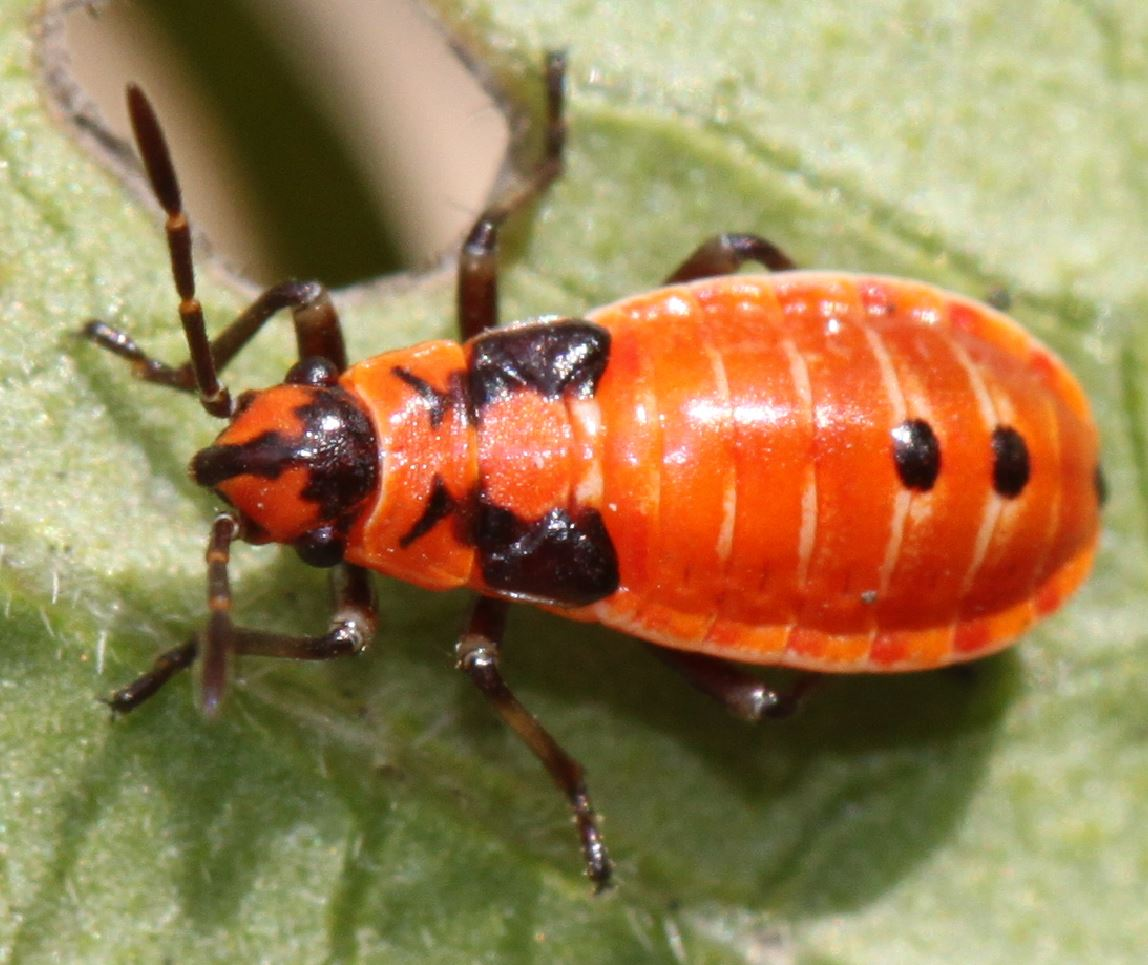
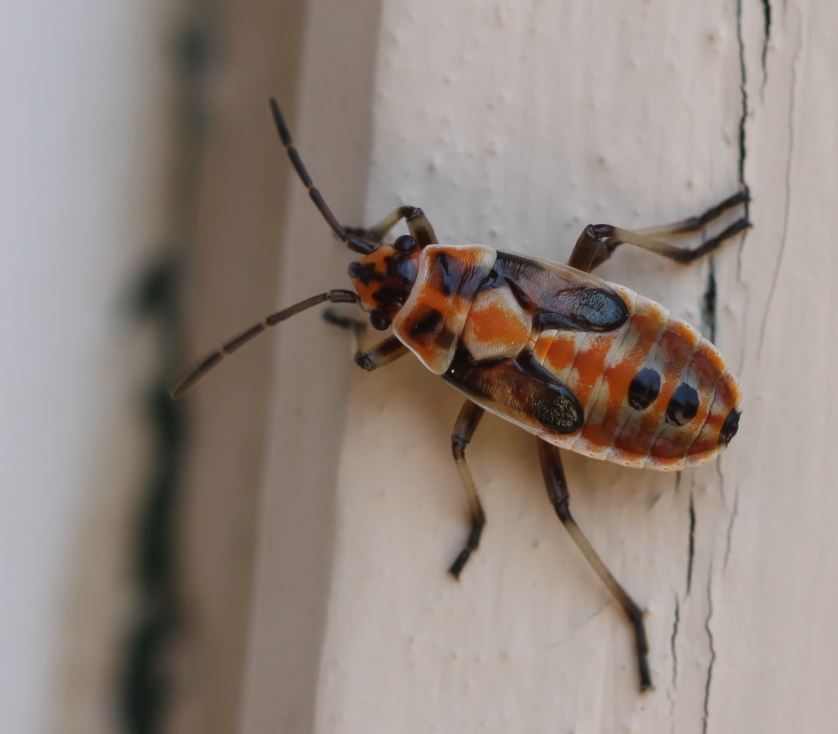
Hellere Form in Südfrankreich
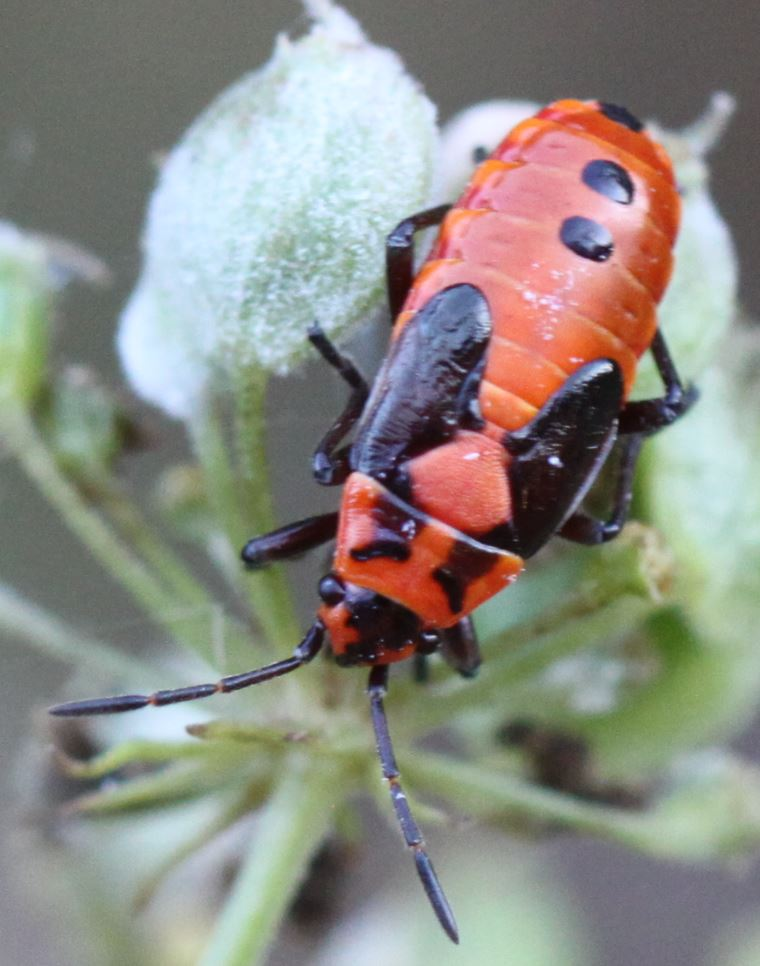
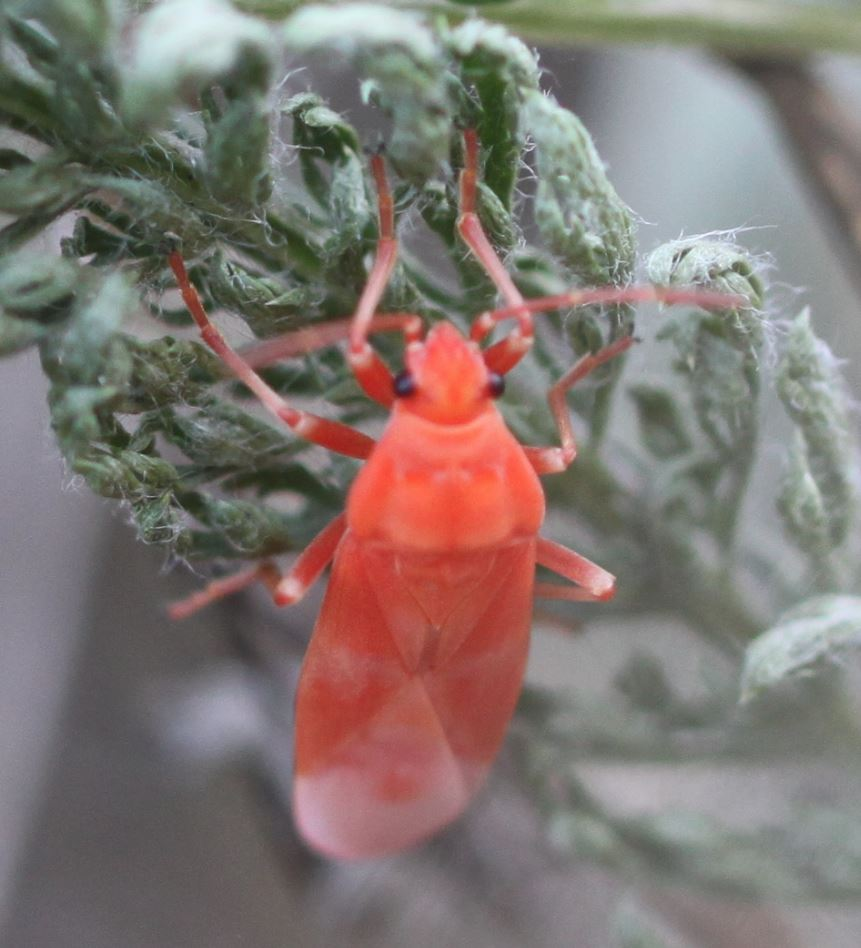
Imago kurz nach der letzten Häutung